# 1956年夏季奥林匹克运动会体操比赛
1956年夏季奥林匹克运动会體操比赛于12月3日至12月7日在西墨尔本体育场举行，位於墨爾本板球場西北約3.4公里處，後來更名為節日大廳。此次比賽總共设有15个竞技项目，其中女子7个、男子8个。總共有來自21個國家的128人參賽。

## 比赛形式
在團體賽中，每个參賽国家可派出一支由八名体操运动员组成的队伍，比与往奥运会多允许兩名运动员参加團體比赛。而個人賽中，每個參賽国家可以派出一至三名体操运动员参加个人比赛。排名則由評判使用運動員五个中最佳成績的來計算动作的团体或個人得分。  

### 男子比赛
男子比賽可以派出五至八名体操运动员。每位队员需在六种器械上分别进行规定动作和自选动作。每項得分将計入所有项目的得分。   

### 女子比賽
女子比賽可派出的體操運動員相若。不過，每位队员需在四件器械上分别进行规定动作和自选动作。得分亦计入所有项目的得分，女子比賽的团体器械賽项目是一个團體艺术的竞赛项目。

## 獎牌得主

### 竞技体操

#### 男子
共63人參賽
| 项目     | 金牌                                                                                              | 银牌                                                                        | 铜牌 |
| 团体全能 | 苏联（URS） · 阿尔贝特·阿扎良 · 瓦连京·穆拉托夫 · 鮑里斯·沙赫林 · 帕维尔·斯托尔博夫 · 尤里·蒂托夫 | 日本（JPN） · 小野喬 · 竹本正男 · 河野昭 · 相原信行 · 塚脇伸作 · 久保田正躬 | 芬兰（FIN） · 拉伊莫·海诺宁 · 翁尼·拉帕莱宁 · 奥拉维·莱穆维尔塔 · 贝恩特·林德福什 · 马尔蒂·曼西卡 · 卡莱维·索涅米 |
| 個人全能 | 维克托·丘卡林 · 苏联（URS）                                                                       | 小野喬 · 日本（JPN）                                                        | 尤里·蒂托夫 · 苏联（URS）                                                                                         |
| 自由体操 | 瓦连京·穆拉托夫 · 苏联（URS）                                                                     | 相原信行 · 日本（JPN）                                                      | 沒有 |
| 自由体操 | 瓦连京·穆拉托夫 · 苏联（URS）                                                                     | 维克托·丘卡林 · 苏联（URS）                                                 | 沒有 |
| 自由体操 | 瓦连京·穆拉托夫 · 苏联（URS）                                                                     | 威廉·托雷松 · 瑞典（SWE）                                                   | 沒有 |
| 單槓     | 小野喬 · 日本（JPN）                                                                              | 尤里·蒂托夫 · 苏联（URS）                                                   | 竹本正男 · 日本（JPN）                                                                                            |
| 雙槓     | 维克托·丘卡林 · 苏联（URS）                                                                       | 久保田正躬 · 日本（JPN）                                                    | 小野喬 · 日本（JPN）                                                                                              |
| 雙槓     | 维克托·丘卡林 · 苏联（URS）                                                                       | 久保田正躬 · 日本（JPN）                                                    | 竹本正男 · 日本（JPN）                                                                                            |
| 鞍馬     | 鮑里斯·沙赫林 · 苏联（URS）                                                                       | 小野喬 · 日本（JPN）                                                        | 维克托·丘卡林 · 苏联（URS）                                                                                       |
| 吊環     | 阿尔贝特·阿扎良 · 苏联（URS）                                                                     | 瓦连京·穆拉托夫 · 苏联（URS）                                               | 竹本正男 · 日本（JPN）                                                                                            |
| 吊環     | 阿尔贝特·阿扎良 · 苏联（URS）                                                                     | 瓦连京·穆拉托夫 · 苏联（URS）                                               | 久保田正躬 · 日本（JPN）                                                                                          |
| 跳馬     | 赫爾穆特·班茨 · 德国联队（EUA）                                                                   | 沒有                                                                        | 尤里·蒂托夫 · 苏联（URS）                                                                                         |
| 跳馬     | 瓦连京·穆拉托夫 · 苏联（URS）                                                                     | 沒有                                                                        | 尤里·蒂托夫 · 苏联（URS）                                                                                         |

#### 女子
共65人參賽
| 项目       | 金牌 | 银牌 | 铜牌 |
| 團體全能   | 苏联（URS） · 波琳娜·阿斯塔霍娃 · 拉里莎·拉特尼娜 · 利迪亞·卡利尼納 · 塔瑪拉·馬尼娜 · 索菲亞·穆拉托娃 · 柳德米拉·埃戈羅娃 | 匈牙利（HUN） · 凱萊蒂·阿格奈什 · 科龍迪·毛爾吉特 · 克泰莱什·伊丽莎白 · 陶什·歐爾高 · 凱爾泰斯·奧莉茲 · 博多·翁德賴奧 | 罗马尼亚（ROM） · 杰奥尔杰塔·胡尔穆扎基 · 索尼婭·約萬 · 埃列娜·萊烏什泰亞努 · 埃列娜·瑟克利奇 · 埃列娜·默爾格里特 · 埃米莉亞·沃特紹尤  |
| 個人全能   | 拉里莎·拉特尼娜 · 苏联（URS）                                                                                             | 凱萊蒂·阿格奈什 · 匈牙利（HUN）                                                                                       | 索菲亞·穆拉托娃 · 苏联（URS） |
| 自由體操   | 凱萊蒂·阿格奈什 · 匈牙利（HUN）                                                                                           | 沒有 | 埃列娜·萊烏什泰亞努 · 罗马尼亚（ROM）                                                                                                  |
| 自由體操   | 拉里莎·拉特尼娜 · 苏联（URS）                                                                                             | 沒有 | 埃列娜·萊烏什泰亞努 · 罗马尼亚（ROM）                                                                                                  |
| 平衡木     | 凱萊蒂·阿格奈什 · 匈牙利（HUN）                                                                                           | 埃娃·博薩科娃 · 捷克斯洛伐克（TCH）                                                                                   | 沒有 |
| 平衡木     | 凱萊蒂·阿格奈什 · 匈牙利（HUN）                                                                                           | 塔瑪拉·馬尼娜 · 苏联（URS）                                                                                           | 沒有 |
| 高低杠     | 凱萊蒂·阿格奈什 · 匈牙利（HUN）                                                                                           | 拉里莎·拉特尼娜 · 苏联（URS）                                                                                         | 索菲亞·穆拉托娃 · 苏联（URS） |
| 跳馬       | 拉里莎·拉特尼娜 · 苏联（URS）                                                                                             | 塔瑪拉·馬尼娜 · 苏联（URS）                                                                                           | 陶什·歐爾高 · 匈牙利（HUN） |
| 跳馬       | 拉里莎·拉特尼娜 · 苏联（URS）                                                                                             | 塔瑪拉·馬尼娜 · 苏联（URS）                                                                                           | 安-索菲·彼得松 · 瑞典（SWE） |
| 團體器械賽 | 匈牙利（HUN） · 凱萊蒂·阿格奈什 · 科龍迪·毛爾吉特 · 克泰莱什·伊丽莎白 · 陶什·歐爾高 · 凱爾泰斯·奧莉茲 · 博多·翁德賴奧     | 瑞典（SWE） · 埃維·貝里格倫 · 多麗絲·赫德貝里 · 毛德·卡倫 · 卡琳·林德貝里 · 安-索菲·彼得松 · 埃娃·倫斯特倫            | 苏联（URS） · 波琳娜·阿斯塔霍娃 · 柳德米拉·埃戈羅娃 · 利迪亞·卡利尼納 · 拉里莎·拉特尼娜 · 塔瑪拉·馬尼娜 · 索菲亞·穆拉托娃              |
| 團體器械賽 | 匈牙利（HUN） · 凱萊蒂·阿格奈什 · 科龍迪·毛爾吉特 · 克泰莱什·伊丽莎白 · 陶什·歐爾高 · 凱爾泰斯·奧莉茲 · 博多·翁德賴奧     | 瑞典（SWE） · 埃維·貝里格倫 · 多麗絲·赫德貝里 · 毛德·卡倫 · 卡琳·林德貝里 · 安-索菲·彼得松 · 埃娃·倫斯特倫            | 波兰（POL） · 達努塔·斯塔霍夫 · 納塔利婭·科特 · 多蘿塔·霍爾佐內克-約凱爾 · 海倫娜·拉科奇 · 利迪婭·什切爾賓斯卡 · 芭爾芭拉·希利佐夫斯卡 |

## 奖牌榜
| 排名                     | 国家 / 地区              | 金牌 | 銀牌 | 銅牌 | 总计 |
| ------------------------ | ------------------------ | ---- | ---- | ---- | ---- |
| 1                        | 苏联（URS）              | 11   | 6    | 6    | 23   |
| 2                        | 匈牙利（HUN）            | 4    | 2    | 1    | 7    |
| 3                        | 日本（JPN）              | 1    | 5    | 5    | 11   |
| 4                        | 德国联队（EUA）          | 1    | 0    | 0    | 1    |
| 5                        | 瑞典（SWE）              | 0    | 2    | 1    | 3    |
| 6                        | 捷克斯洛伐克（TCH）      | 0    | 1    | 0    | 1    |
| 7                        | 罗马尼亚（ROU）          | 0    | 0    | 2    | 2    |
| 8                        | 芬兰（FIN）              | 0    | 0    | 1    | 1    |
| 8                        | 波兰（POL）              | 0    | 0    | 1    | 1    |
| 总计（共9个国家 / 地区） | 总计（共9个国家 / 地区） | 17   | 16   | 17   | 50   |